# Friedrich von Hausmann

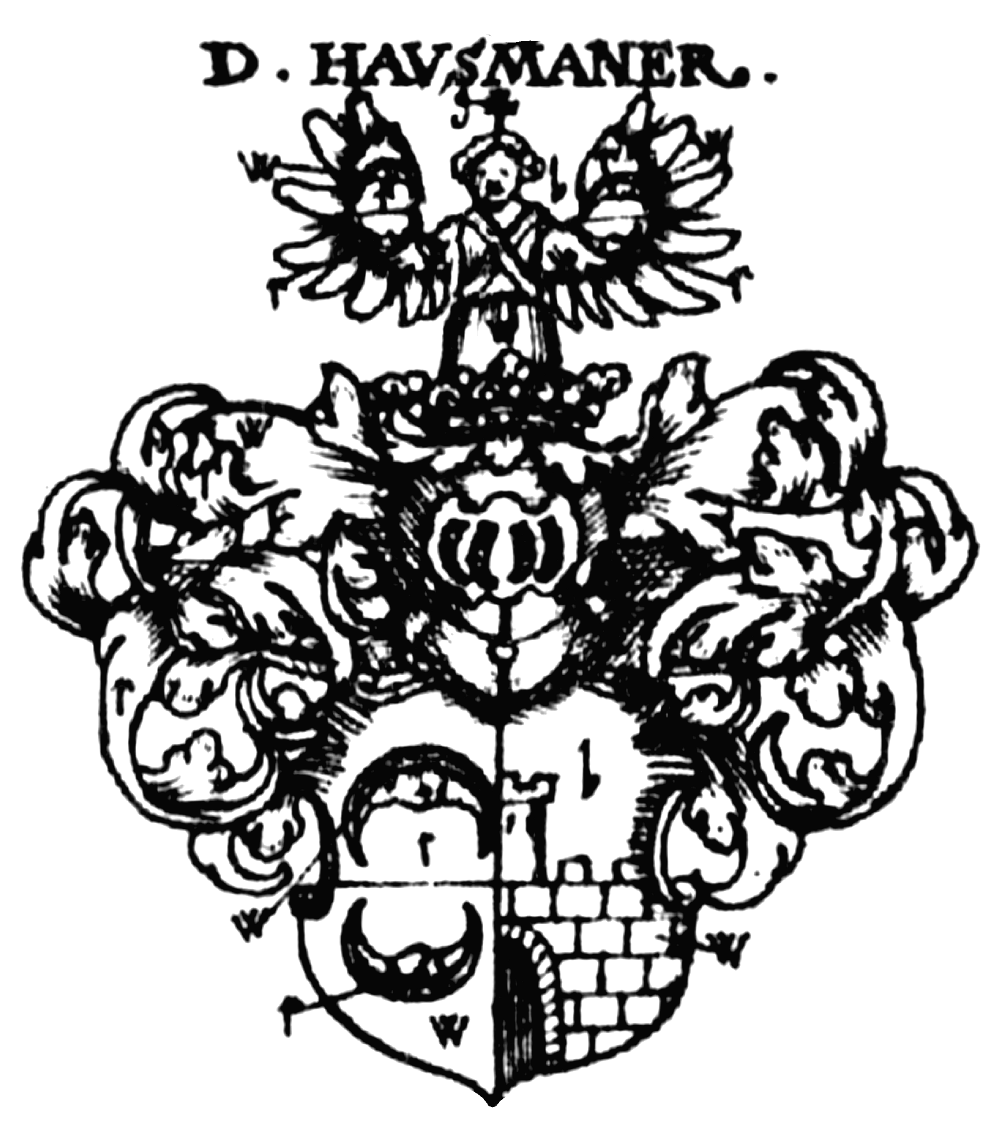
Familienwappen

Friedrich von Hausmann († 1669 in Meran) war ein kaiserlicher Hauptmann, Oberstleutnant, Stadtkommandant von Kempten und Villingen sowie Kriegs- und Verteidigungsrat, der an 17 Schlachten und Belagerungen während des Dreißigjährigen Krieges teilnahm.

## Leben
Friedrich von Hausmann war der älteste Sohn des Christoph Karl von Hausmann und der Dorothea Katharina geb. Recordin von Rein. Die Familie wurde 1577 in den Reichsadelsstand erhoben, was Kaiser Ferdinand III. 1639 bestätigte und eine Wappenverbesserung gewährte. Friedrich von Hausmann kämpfte im Dreißigjährigen Krieg an der Seite Habsburgs: Er nahm an der Seite von Johann von Aldringen und Wolf Rudolf von Ossa an Gefechten in Schwaben teil und zeichnete sich in der Schlacht bei Nördlingen aus. Für seine militärischen Verdienste erhob ihn der Oberbefehlshaber Graf Matthias Gallas in den Rang eines Hauptmanns. Später avancierte er auch zum Oberst. Unter seiner Initiative wurde das von den Schweden besetzte Kempten erstürmt. Als Stadtkommandant verwaltete Friedrich von Hausmann die Stadt sechs Jahre lang. Anschließend übertrug man ihm das Amt des Stadtkommandanten von Villingen im Schwarzwald. Nach seiner Rückkehr nach Tirol diente er den Erzherzögen Ferdinand Karl und Sigismund Franz als Kriegsoberst und Verteidigungsrat. Nach 1647 brachte er die Pfandschaft Stein unter Lebenberg an sich. Friedrich von Hausmann starb 1669. Seine Brüder Georg Hans und der Dechant zu Bruneck Paul von Hausmann traten in den geistlichen Stand.  

## Familie
Friedrich von Hausmann war mit Anna Elisabeth, Tochter des Anton Freiherr von Brandis zu Forst und Leonburg und der Barbara geb. von Artz verheiratet. Sein Sohn Karl Franz von Hausmann erhielt am 12. November 1675 von Kaiser Leopold I. den reichs- und erbländischen Freiherrenstand mit Vermehrung des Wappens. In dem Diplom steht über seinen Vater:

„(Friedrich) zeichnete sich als Hauptmann bei dem Treffen von Nördlingen, sodann bei der Wiedereroberung von Kempten, allwo nach der Bekenntnis der damaligen Generalität der Sieg ganz alleinig ihm beigemessen, und Er darüber hin in der Barakh alldaselbst eine ziemlich Zeit lang kommandiert, von dar aber zu einem Obristenleutnant und Kommandanten der Stadt Villingen am Schwarzwald bestellt worden, allwo er dann mit verschiedentlich tapferer Gegenwähr und Abtreiben der feindlichen Waffen in die sechs Jahr lang verharret, folglich bei der Belagerung der Feste Hohenwiel, nicht weniger bei Konstanz, alldahin er mit ersprießlichen Sukkurs gelanget und fortan bei den Schwedischen und Französischen Unruhen mit möglichsten Eifer und Tapferkeit sich erzaiget, auch letztens in währender Regierung unserer freundlich geliebten Vettern, beeder Erzherzogen zu Österreich, weiland Ferdinandi, Carli und Sigismundi und unserer Regierung die Kriegsrat und Landobrist-Stelle bis in seine Gruben treu gehorsamst bedient, auch im übrigen Unserem löblichen Erzhaus viel nützlich und ersprießliche Dienst geleistet.“